# セミヨン・ボガティレフ
セミョーン・セミョーノヴィチ・ボガトゥィリョフ（ロシア語: Семён Семёнович Богатырёв、ウクライナ語: Семе́н Семе́нович Богатирьо́в ；ラテン文字転写：Semion Semionovitch Bogatyrev または Bogatyriov、1890年2月16日 ハルキウ - 1960年12月31日 モスクワ）は、ソビエト連邦の音楽理論家で作曲家。チャイコフスキーが放棄した《交響曲 変ホ長調「人生」》を補筆・編集した。

## 略歴
1890年、ハルキウで生まれた。最初にハルキウ大学で学業を修め、1912年に卒業。その後、1915年にサンクトペテルブルク音楽院に進学した。
1917年から1941年までハルキウ音楽院の教員を務め、1935年には教授に任命された。1943年から1960年までモスクワ音楽院の教授に指名された。ソ連邦の国家的要請に応えて第二次世界大戦後の適正な芸術評論家として活躍し、公的な認知を得た。
セルゲイ・タネーエフの流派を汲む理論家として、2つの楽典を著わしている（『二重カノン（ロシア語: "Двойной канон"）』［1947年］と『可逆対位法（"Обратимый контрапункт"）』［1960年］）。1957年に、チャイコフスキーが放棄した《交響曲 変ホ長調「人生」》を再構成し、演奏可能な実用版として発表したことにより、国際的に知られるようになった。このボガティレフ版交響曲は「チャイコフスキーの交響曲第7番」と呼ばれている。